# Casa de la Resclosa
Casa de la Resclosa és una masia situada al municipi de Sallent, a la comarca catalana del Bages. Es troba a pocs metres del marge esquerre del Llobregat.